# Bahnhof Maintal Ost
Der Bahnhof Maintal Ost ist ein Bahnhof im Rhein-Main-Verkehrsverbund an der Bahnstrecke Frankfurt Süd–Aschaffenburg, der die Maintaler Stadtteile Hochstadt und Dörnigheim anbindet.

## Lage
Der Regionalbahnhof liegt zentral und gut erreichbar zwischen Hochstadt und Dörnigheim: im Süden von Hochstadt und im Norden von Dörnigheim. Aber auch das 5 km entfernte Wachenbuchen ist vom Bahnhof gut zu erreichen: über die Busverbindungen des SVM mit der Linie 22, die auch über Hochstadt fährt.

## Geschichte

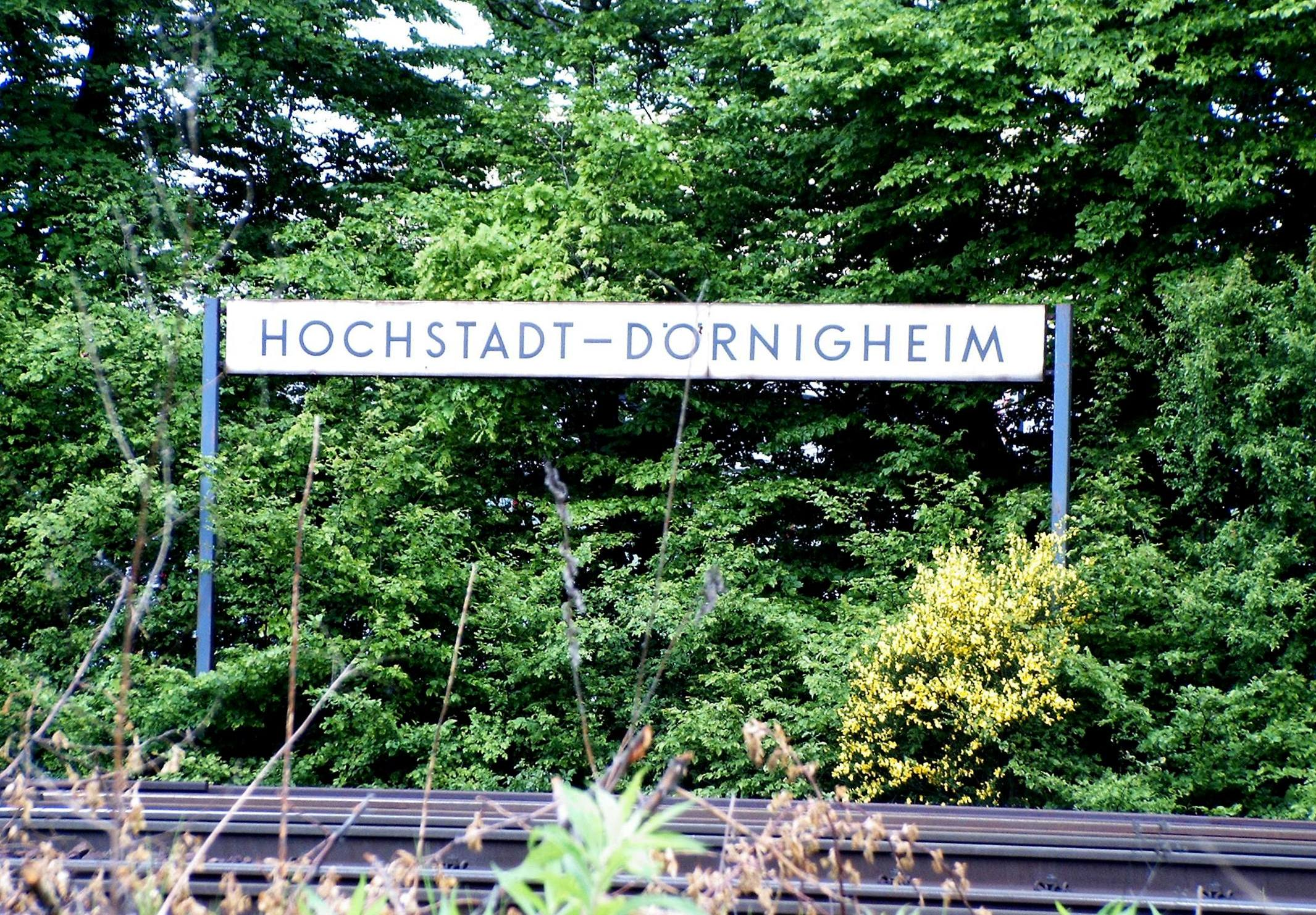
Altes Bahnhofsschild in der Nähe des Bahnübergangs „Eichenheege“

Am 10. Juni 1848 wurde die Bahnstrecke Frankfurt–Hanau von der Frankfurt-Hanauer Eisenbahn-Gesellschaft eingeweiht; zu dieser Zeit gab es den Bahnhof noch nicht. Ebenso wie der benachbarte Haltepunkt Rumpenheim (später: Bischofsheim-Rumpenheim, heute: Maintal West) wurde auch der Bahnhof Hochstadt-Dörnigheim (heute: Maintal Ost) später errichtet. Vom alten Bahnhofsnamen Hochstadt-Dörnigheim zeugt noch ein Bahnhofsschild am Bahnübergang „Eichenheege“.

## Aufbau

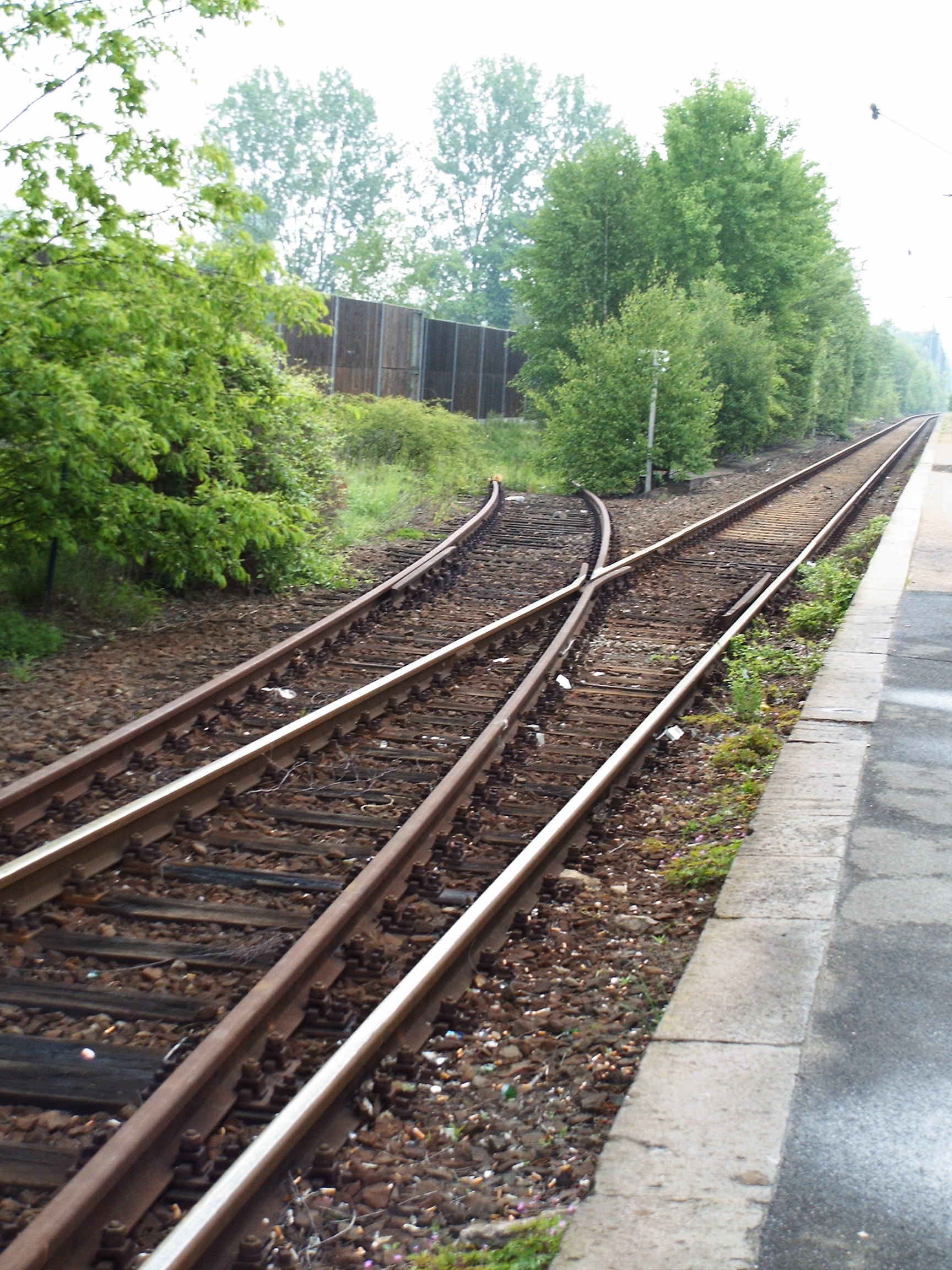
Weiche zum ehemaligen Kling-Werk von Gleis 3 (abgebaut Ende 2010)

Der Bahnhof besteht heute aus vier Gleisen, zwei davon sind Überholgleise, die nicht fahrplanmäßig genutzt werden.
Insgesamt sechsgleisig, ergänzt um mehrere Abstellgleise, war der Bahnhof, solange hier Güterverkehr stattfand. Er versorgte vor allem das 1998 abgerissene Furnierwerk Kling und das Unternehmen Intu-Bau. Mit der Aufgabe des Furnierwerks wurde der Güterverkehr eingestellt und die drei südlichen Gleise vernachlässigt. Im Herbst 2009 wurden zwei davon zur Hälfte abgebaut und gleichzeitig ein Abstellgleis erneuert.
Für den Personenverkehr gibt es heute drei Bahnsteige an den beiden Hauptgleisen und am nördlichen Überholgleis. Das auf der Südseite liegende Empfangsgebäude hat keine Funktion mehr für Fahrgäste. Es wird für Veranstaltungen vermietet. Fahrkarten für den Nahverkehr des RMV und den Fernverkehr der Deutschen Bahn gibt es nur an Fahrkartenautomaten. Für Fahrgäste befindet sich sowohl auf der Hochstädter als auch auf der Dörnigheimer Seite des Bahnhofs je ein kostenloser P+R-Parkplatz. Zusätzlich ist auf der Dörnigheimer Seite ein Taxi-Parkplatz vorhanden.

## Verkehr

### Schienenverkehr

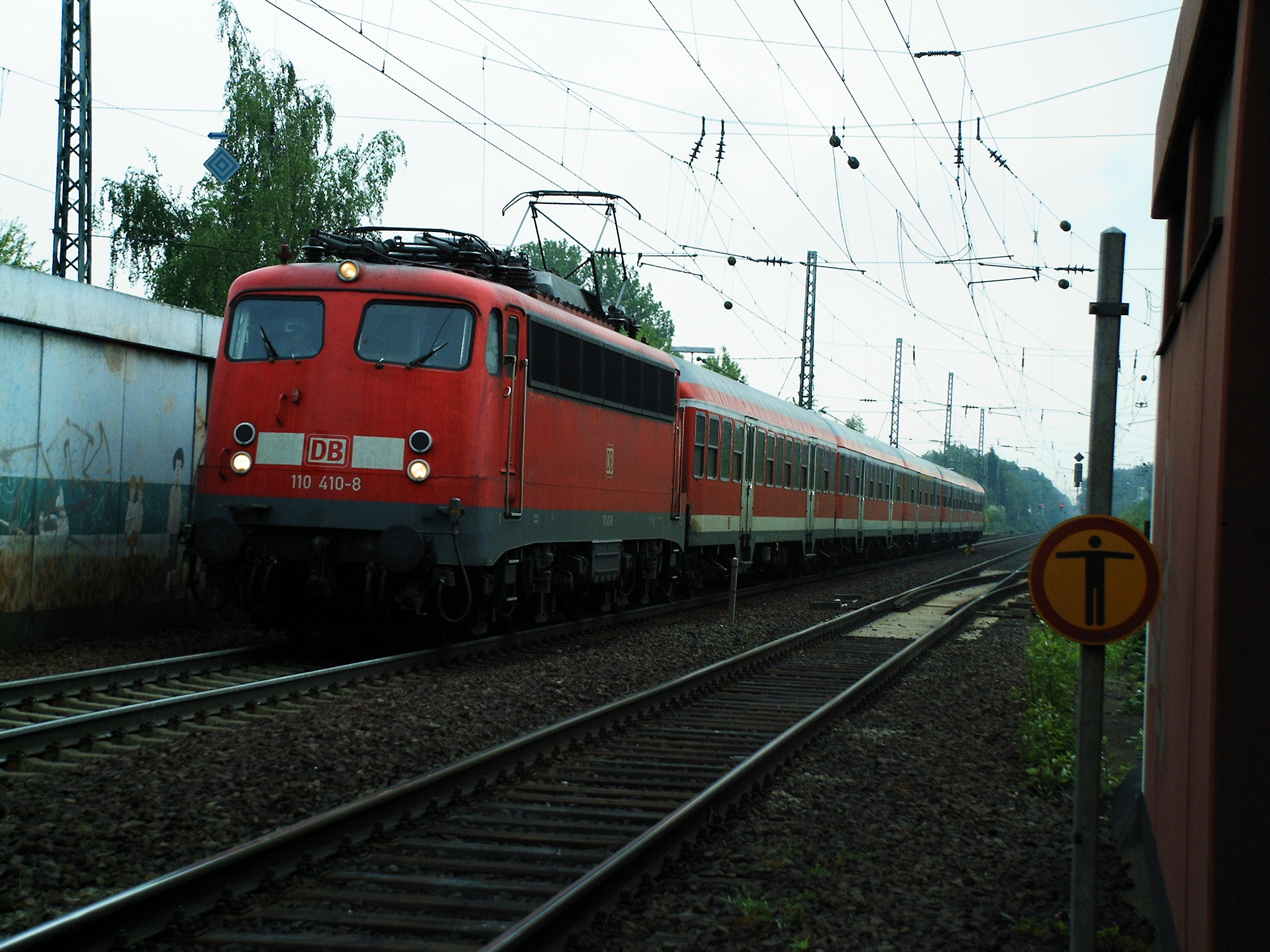
RB 55 auf Gleis 2 (Richtung Frankfurt)

Die Züge der Linie RB 58 fahren sowohl unter der Woche als auch am Wochenende halbstündlich von 5 Uhr bis 23 Uhr. Es werden Regionalbahnen und Regional-Express-Züge der DB Regio und der Hessischen Landesbahn angeboten, die alle auch zwischen dem Bahnhof Frankfurt (Main) Süd und Hanau Hauptbahnhof verkehren. Zur Nachmittags-HVZ hält auch ein Zug der VIAS-Linie RE 85 nach Groß-Umstadt Wiebelsbach in Maintal Ost. Einige Züge verkehren im Westen von/bis Frankfurt (Main) Hauptbahnhof, Frankfurt Flughafen oder Rüsselsheim Opelwerk und im Osten von/bis Aschaffenburg Hauptbahnhof, Würzburg Hauptbahnhof, Bamberg und Groß-Umstadt Wiebelsbach. Zu Stoßzeiten werden Züge auch dichter als im halbstündlichen Takt eingesetzt.
| Linie | Verlauf | Takt                                 | Betreiber       |
| ----- | --- | ------------------------------------ | --------------- |
| RE 54 | Main-Spessart-Express: Frankfurt (Main) Hbf – Frankfurt (Main) Süd – Frankfurt Ost – Frankfurt-Mainkur – Maintal West – Maintal Ost – Hanau-Wilhelmsbad – Hanau West – Hanau Hbf – Kahl (Main) – Dettingen (Main) – Kleinostheim – Aschaffenburg Hbf – Heigenbrücken – Wiesthal – Partenstein – Lohr Bf – Langenprozelten – Gemünden (Main) – Karlstadt (Main) – Retzbach-Zellingen – Würzburg Hbf – Schweinfurt Hbf – Haßfurt – Bamberg Stand: Fahrplanwechsel Dezember 2021 | 120 min (mit Lücken zur HVZ)         | DB Regio Bayern |
| RB 58 | Rüsselsheim Opelwerk – Rüsselsheim – Frankfurt am Main Flughafen Fernbf / (Frankfurt (Main) Hbf –) (nur HVZ) Frankfurt (Main) Süd – Frankfurt Ost – Frankfurt-Mainkur – Maintal West – Maintal Ost – Hanau-Wilhelmsbad – Hanau West – Hanau Hbf – Großauheim (Kr Hanau) – Großkrotzenburg – Kahl (Main) – Dettingen (Main) – Rückersbacher Schlucht – Kleinostheim – Aschaffenburg Hbf – Hösbach – Laufach Stand: Fahrplanwechsel Dezember 2021                               | 60 min 30 min (FF Süd–Hanau zur HVZ) | HLB Hessenbahn  |
| RE 85 | Odenwaldbahn: Frankfurt (Main) Hbf – Frankfurt (Main) Süd – Frankfurt (Main) Ost – Maintal Ost → Hanau West → Hanau Hbf – Hainburg-Hainstadt – Seligenstadt (Hess) – Babenhausen (Hess) – Groß-Umstadt Mitte – Groß-Umstadt Wiebelsbach – Höchst (Odenw) – Bad König – Michelstadt – Erbach (Odenw) Stand: Fahrplanwechsel Juni 2022 | ein Zugpaar                          | VIAS            |

Die Züge fahren planmäßig ab Gleis 1 (Richtung Hanau) und Gleis 2 (Richtung Frankfurt). Wenn verspätete Züge überholen, halten Züge in beiden Richtungen auf Gleis 3.

### Busverkehr
Auf der Südseite des Bahnhofs, in Dörnigheim, liegt der Busbahnhof, von dem aus die Linien 22 und 23 des Stadtverkehrs Maintal (SVM) nach Hochstadt, Dörnigheim, Wachenbuchen und zur U-Bahn-Station Enkheim in Frankfurt-Bergen-Enkheim fahren.